# Олубо језик
Олубо језик је језик из породице нило-сахарских језика, централносуданска грана. Њиме се служи око 15.000 становика у вилајету Источна Екваторија између градова Џуба и Торит у Јужном Судану. Користи латинично писмо и имају развијену писану грађу.